# Tony Hawk's Proving Ground
Tony Hawk's Proving Ground är ett skateboardspel i Tony Hawk-serien utvecklat av Neversoft för Playstation 3 och Xbox 360, av Page 44 Studios för Playstation 2 och Wii samt av Vicarious Visions för Nintendo DS, och publicerades av Activision. Spelet släpptes år 2007.
I början av spelet får man designa en egen karaktär som man sedan ska köra med under hela spelet (man får byta kläder). Därefter får man som spelare välja mellan tre olika skatestilar: 
- Career (där man möter bland annat Tony Hawk och Ryan Sheckler). Man får ta kort, vara med i tävlingar och möta stora stjärnor inom skateboard.
- Hardcore skaters. De skatar det bara för en person... dem själva. De skatar tills det gör ont och sen skatar de lite mer. Och om någon kommer i deras väg så gör de sig av med dem.
- Rip skaters. De ser någonting som inga andra ser, de bygger saker själva helt enkelt och när de har byggt det är de galna nog att använda det.